# Okta, Inc.
Okta, Inc. er en amerikansk identitets- og adgangsstyrings softwarevirksomhed. De udbyder cloudbaseret software, der hjælper virksomheder til sikker brugeradgang til apps, websites og enheder. Den blev etableret i 2009 og børsnoteret i 2017.